# Mistrovství světa v ledním hokeji 1931

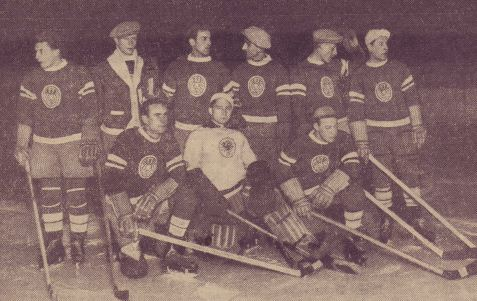
Rakouské hokejové mužstvo v roce 1931.

5. mistrovství světa  a 16. mistrovství Evropy v ledním hokeji probíhalo ve dnech 1. - 8. února 1931 v Krynici v Polsku.
Turnaje se zúčastnilo 10 mužstev, rozdělených do dvou kvalifikačních skupin. Hrálo se vyřazovacím způsobem. Z každé skupiny měli postoupit dva účastníci, ale protože se domácím Polákům nepodařilo postoupit, tak pořadatelé s pomocí LIHG uskutečnili dodatečné zápasy o účast ve finálové skupině. Mužstva, která vypadla v kvalifikačních skupinách, hrála soutěž útěchy. Ve finále i v soutěži útěchy se hrálo systémem každý s každým.
Hrací doba byla 3x15 min.

## Výsledky a tabulky

### I. kvalifikační skupina

#### 1. kolo
Československo –  Maďarsko	4:1 (2:0, 1:1, 1:0)
1. února 1931 (20:30) – Krynica (Pierwsze lodowisko)

Branky Československa: 3. Wolfgang Dorasil, 14. Jiří Tožička, 30. Wolfgang Dorasil, 44. Karel Hromádka

Branky Maďarska: 24. Sándor Miklós

Rozhodčí: André Poplimont (BEL)

Vyloučení: 3:4
ČSR: Jan Peka - Jaroslav Pušbauer, Wolfgang Dorasil, Zbislav Peters - Jiří Tožička, Josef Maleček, Karel Hromádka - Tomáš Švihovec, Bohumil Steigenhöfer.
Maďarsko: Ferenc Monostori – Géza Lator, István Bethlen – Zoltán Jeney, Béla Weiner, Sándor Minder – Frigyes Barna, Sándor Miklós, Dejan Bikar.

#### 2. kolo
Kanada –  Francie 9:0 (1:0, 4:0, 4:0)
1. února 1931 (11:00) – Krynica (Pierwsze lodowisko)

Branky Kanady: 3. Daniel McCallum, 21. Frank Morris, 23. Blake Watson, 28. Daniel McCallum, 30. Gordon McKenziee, 32. Gordon McKenziee, 33. Frank Morris, 41. Blake Watson, 44. Blake Watson

Rozhodčí: Decio Trovati (ITA)
Kanada: Art Puttee – Guy Williamson, Ward McVey – Gordon McKenzie, John Pidcock, Blake Watson – George Hill, Frank Morris, Daniel McCallum.
Francie: Philippe Lefebvre – André Charlet, Marcial Couvert – Léonhard Quaglia, Charles Muntz, Michel Tournier – Raoul Couvert, Gerard Simond, Auguste Mollard.
 Československo –  Polsko 	4:1 (0:0, 3:0, 1:1)
2. února 1931 (20:30) – Krynica (Pierwsze lodowisko)

Branky a nhrávky Československa: 18. Josef Maleček, 22. Josef Maleček, 26. Josef Maleček (Wolfgang Dorasil), 37. Jiří Tožička (Josef Maleček)

Branky a nahrávky Polska: 43. Aleksander Tupalski (Roman Sabinski)

Rozhodčí: Paul Loicq (BEL)

Vyloučení: 3:1
ČSR: Jan Peka - Jaroslav Pušbauer, Wolfgang Dorasil - Jiří Tožička, Josef Maleček, Karel Hromádka - Tomáš Švihovec, Wilhelm Heinz.
Polsko: Józef Stogowski – Aleksander Kowalski, Tadeusz Adamowski – Włodzimierz Krygier, Aleksander Tupalski, Roman Sabinski – Jan Hemmerling, Karol Szenajch, Kazimierz Sokolowski.

#### Zápas o finálovou skupinu
- poražení ze 2. kola.

 Polsko –  Francie 2:1 (1:0, 0:0, 0:1 – 0:0, 1:0 pp)
3. února 1931 (20:30) – Krynica (Pierwsze lodowisko)

Branky a nahrávky Polska: 10. Aleksander Kowalski, 62. Aleksander Tupalski (Kazimierz Sokolowski).

Branky Francie: 37. Léonhard Quaglia

Rozhodčí: John Magwood (GBR)
Polsko: Józef Stogowski – Aleksander Kowalski, Tadeusz Adamowski – Włodzimierz Krygier, Aleksander Tupalski, Roman Sabinski – Jan Hemmerling, Karol Szenajch, Kazimierz Sokolowski.
Francie: Philippe Lefebvre – André Charlet, Marcial Couvert – Léonhard Quaglia, Gerard Simond, Michel Tournier – Raoul Couvert, Charles Muntz, Auguste Mollard.
- Kanada, Československo a Polsko postoupili do finálové skupiny.
- Maďarsko a Francie budou hrát soutěž útěchy.

### II. kvalifikační skupina

#### 1. kolo
Rakousko –  Velká Británie 1:0 (0:0, 0:0, 0:0 - 1:0 pp)
1. února 1931 (18:30) – Krynica (Pierwsze lodowisko)
<
Branky Rakouska: 52. Herbert Brück (Friedrich Demmer)

Rozhodčí: Paul Loicq (BEL)
Rakousko: Hermann Weiss – Jacques Dietrichstein, Hans Trauttenberg – Hans Tatzer, Herbert Brück, Friedrich Demmer – Karl Kirchberger, Josef Göbel, Ulrich Lederer.
Velká Británie: Herbert Little – Carl Erhardt, John Magwood – Brian Carr-Harris, Frederick Melland, Norman Grace – Hugo Bushell, Henry Parker, Keith Thompson.

#### 2. kolo
USA –  Rumunsko 15:0 (7:0, 5:0, 3:0)
2. února 1931 (11:30) – Krynica (Pierwsze lodowisko)

Branky USA: 3x Osborne Anderson, 3x Gordon Smith, 2x Lawrence Sanford, 2x Charles Ramsey, 2x Edward Dagnioni, Richard Thayer, Dwight Shefler, Robert Elliot

Rozhodčí: André Poplimont (BEL)
USA: Edward Frazier – Robert Elliot, Edward Dagnioni – Osborn Anderson, Gordon Smith, Charles Ramsey – Richard Thayer, Dwight Shefler, Lawrence Sanford.
Rumunsko: Dumitru Danieleopol – Serban Grant, Dan Bratianu – Nicu Polizu, Constantine Cantacuzino, Alexandru Botez – Petre Grant, Henry Frischlander, Paul Anastasiu.
 Švédsko –  Rakousko 	3:1 (0:1, 2:0, 1:0)
2. února 1931 (18:30) – Krynica (Pierwsze lodowisko)

Branky a nahrávky Švédska: 16. Bertil Linde, 22. Bertil Linde, 45. Bertil Linde (Erik Lindgren)

Branky Rakouska: Hans Tatzer

Rozhodčí: Tadeusz Sachs (POL)
Švédsko: Curt Sucksdorff - Carl Abrahamsson, Erik Lindgren – Bertil Linde, Gustaf Johansson, Sigfrid Öberg – Robert Pettersson, Thore Andersson-Dettner.
Rakousko: Hermann Weiss – Jacques Dietrichstein, Hans Trauttenberg – Hans Tatzer, Friedrich Demmer, Ulrich Lederer – Karl Kirchberger, Herbert Brück, Walter Sell.

#### Zápas o finálovou skupinu
- poražení ze 2. kola.

 Rakousko –  Rumunsko 7:0 (4:0, 0:0, 3:0)
3. února 1931 (18:30) – Krynica (Pierwsze lodowisko)

Branky Rakouska: 1:0 Josef Göbel, 2:0 Herbert Brück, 3:0 Friedrich Demmer, 4:0 Hans Tatzer, 5:0 Herbert Brück, 6:0 Jacques Dietrichstein, 7:0 Karl Kirchberger,

Rozhodčí: Andrzej Osieciński (POL)
Rakousko: Hermann Weiss – Jacques Dietrichstein, Hans Trauttenberg – Karl Kirchberger, Herbert Brück, Josef Göbel – Hans Tatzer, Friedrich Demmer, Anton Emhardt.
Rumunsko: Ion Doczi (16. Dumitru Danieleopol) – Serban Grant, Dan Bratianu – Josef Jeresinsky, Constantine Cantacuzino, Alexandru Botez – Petre Grant, Henry Frischlander, Paul Anastasiu.
- USA, Švédsko a Rakousko postoupili do finálové skupiny.
- Velká Británie a Rumunsko budou hrát soutěž útěchy.

### Finále
|    |          | CAN | USA | AUT | POL | TCH | SWE | V | R | P | Skóre | B |
| 1. | Kanada   | *** | 2:0 | 8:0 | 3:0 | 2:0 | 0:0 | 4 | 1 | 0 | 15:0  | 9 |
| 2. | USA      | 0:2 | *** | 2:1 | 1:0 | 1:0 | 3:0 | 4 | 0 | 1 | 7:3   | 8 |
| 3. | Rakousko | 0:8 | 1:2 | *** | 2:1 | 1:2 | 1:0 | 2 | 0 | 3 | 5:13  | 4 |
| 4. | Polsko   | 0:3 | 0:1 | 1:2 | *** | 0:0 | 2:0 | 1 | 1 | 3 | 3:6   | 3 |
| 5. | ČSR      | 0:2 | 0:1 | 2:1 | 0:0 | *** | 0:1 | 1 | 1 | 3 | 2:5   | 3 |
| 6. | Švédsko  | 0:0 | 0:3 | 0:1 | 0:2 | 1:0 | *** | 1 | 1 | 3 | 1:6   | 3 |

 USA -  Rakousko 2:1 (1:0, 1:1, 0:0)
4. února 1931 (10:00) – Krynica (Pierwsze lodowisko)

Branky a nahrávky USA: 6. Hans Tatzer (vlastní), 15. Robert Elliot (Edward Dagnioni)

Branky Rakouska: 31. nebo 43. Hans Tatzer

Rozhodčí: Andrzej Osieciński (POL)
USA: Edward Frazier – Robert Elliot, Edward Dagnioni – Osborn Anderson, Gordon Smith, Charles Ramsey – Richard Thayer, Dwight Shefler, Lawrence Sanford.
Rakousko: Hermann Weiss – Jacques Dietrichstein, Hans Trauttenberg – Hans Tatzer, Friedrich Demmer, Ulrich Lederer – Karl Kirchberger, Herbert Brück, Josef Göbel.
 Kanada -  Československo 2:0 (1:0, 0:0, 1:0)
4. února 1931 (11:30) – Krynica (Pierwsze lodowisko)

Branky a nhrávky Kanady: 4. Blake Watson (Gordon McKenzie), 45. Ward McVey

Rozhodčí: André Poplimont (BEL)

Vyloučení: 0:0
Kanada: Art Puttee – Ward McVey, Guy Williamson – Gordon McKenzie, John Pidcock, Blake Watson – Daniel McCallum, Frank Morris, George Hill.
ČSR: Jan Peka - Jaroslav Pušbauer, Wolfgang Dorasil – Karel Hromádka, Josef Maleček, Jiří Tožička – Tomáš Švihovec, Wilhelm Heinz.
 Polsko -  Švédsko 2:0 (1:0, 0:0, 1:0)
4. února 1931 (20:30) – Krynica (Pierwsze lodowisko)

Branky a nahrávky Polska: 2. Wlodzimierz Krygier (Tadeusz Adamowski), 31. Wlodzimierz Krygier

Rozhodčí: André Poplimont (BEL)
Polsko: Józef Stogowski – Aleksander Kowalski, Tadeusz Adamowski – Włodzimierz Krygier, Aleksander Tupalski, Kazimierz Sokolowski – Lucjan Kulej, Kazimierz Materski, Roman Sabinski.
Švédsko: Curt Sucksdorff - Carl Abrahamsson, Erik Lindgren – Bertil Linde, Gustaf Johansson, Sigfrid Öberg – Robert Pettersson, Thore Andersson-Dettner, Emil Bergman.
 Polsko -  Kanada 0:3 (0:3, 0:0, 0:0)
5. února 1931 (9:00) – Krynica (Pierwsze lodowisko)

Branky Kanady: 11. George Hill, 12. Guy Williamson, 13. Frank Morris

Rozhodčí: Jaroslav Řezáč (TCH)
Polsko: Tadeusz Sachs – Lucjan Kulej, Jozef Godlewski, Tadeusz Adamowski – Jan Hemmerling, Aleksander Tupalski, Kazimierz Sokolowski – Kazimierz Materski, Włodzimierz Krygier.
Kanada: Art Puttee – Ward McVey, Guy Williamson – Gordon McKenzie, Blake Watson, Frank Morris – George Hill, John Pidcock, Daniel McCallum.
 USA -  Švédsko 	3:0 (3:0, 0:0, 0:0)
5. února 1931 (11:30) – Krynica (Pierwsze lodowisko)

Branky USA: 3. Gordon Smith, 11. Charles Ramsey, 12. Charles Ramsey

Rozhodčí: Paul Loicq (BEL)
USA: Edward Frazier – Robert Elliot, Edward Dagnioni – Osborn Anderson, Gordon Smith, Charles Ramsey – Francis Nelson, Dwight Shefler, Lawrence Sanford.
Švédsko: Curt Sucksdorff - Carl Abrahamsson, Erik Lindgren – Bertil Linde, Gustaf Johansson, Sigfrid Öberg – Robert Pettersson, Thore Andersson-Dettner, Tage Broberg.
 Československo -  Rakousko 2:1 (2:0, 0:0, 0:1)
5. února 1931 (20:30) – Krynica (Pierwsze lodowisko)

Branky a nahrávky Československa: 1. Josef Maleček, 3. Karel Hromádka (Josef Maleček)

Branky a nahrávky Rakouska: 34. Friedrich Demmer (Karl Kirchberger)

Rozhodčí: John Magwood (GBR)

Vyloučení: 2:0
ČSR: Jan Peka - Jaroslav Pušbauer, Wolfgang Dorasil – Jiří Tožička, Josef Maleček, Karel Hromádka – Tomáš Švihovec, Bohumil Steigenhöfer.
Rakousko: Hermann Weiss – Hans Trauttenberg, Jacques Dietrichstein – Herbert Brück, Friedrich Demmer, Karl Kirchberger – Ulrich Lederer, Hans Tatzer, Josef Göbel.
 USA -  Československo 1:0 (0:0, 1:0, 0:0)
6. února 1931 (10:30) – Krynica (Pierwsze lodowisko)

Branky USA: 16. Gordon Smith

Rozhodčí: Decio Trovatti (ITA)

Vyloučení: 2:2
USA: Edward Frazier – Robert Elliot, Edward Dagnioni – Charles Ramsey, Gordon Smith, Dwight Shefler – Osborn Anderson, Lawrence Sanford.
ČSR: Jan Peka - Jaroslav Pušbauer, Wolfgang Dorasil – Josef Maleček, Karel Hromádka, Jiří Tožička – Bohumil Steigenhöfer, Wilhelm Heinz.
 Rakousko –  Polsko 2:1 (0:0, 0:1, 2:0)
6. února 1931 (20:00) – Krynica (Pierwsze lodowisko)

Branky a nahrávky Rakouska: 39. Josef Göbel, 41. Hans Trauttenberg (Ulrich Lederer)

Branky a nahrávky Polska: 24. Kazimerz Materski (Aleksander Kowalski)

Rozhodčí: Paul Loicq (BEL)
Rakousko: Hermann Weiss – Hans Trauttenberg, Jacques Dietrichstein – Herbert Brück, Friedrich Demmer, Karl Kirchberger – Ulrich Lederer, Hans Tatzer, Josef Göbel.
Polsko: Józef Stogowski – Aleksander Kowalski, Tadeusz Adamowski – Włodzimierz Krygier, Aleksander Tupalski, Roman Sabinski – Jan Hemmerling, Kazimierz Materski, Kazimierz Sokolowski.
 Švédsko -  Kanada 	0:0
6. února 1931 (21:30) – Krynica (Pierwsze lodowisko)

Rozhodčí: André Poplimont (BEL)
Švédsko: Curt Sucksdorff - Carl Abrahamsson, Erik Lindgren – Bertil Linde, Gustaf Johansson, Sigfrid Öberg – Robert Pettersson, Thore Andersson-Dettner, Tage Broberg.
Kanada: Art Puttee – Ward McVey, Guy Williamson – George Garbutt, Blake Watson, Frank Morris – George Hill, John Pidcock, Daniel McCallum.
 Kanada -  Rakousko 8:0 (0:0, 7:0, 1:0)
7. února 1931 (10:00) – Krynica (Pierwsze lodowisko)

Branky a nahrávky Kanady: 16. Blake Watson, 19. Guy Williamson, 20. Frank Morris, 26. John Pidcock (Blake Watson), 27. Blake Watson, 28. John Pidcock, 29. Frank Morris (Blake Watson), 36. George Hill

Rozhodčí: Decio Trovati (ITA)
Kanada: Art Puttee – Ward McVey, Guy Williamson – Gordon McKenzie, Blake Watson, John Pidcock - George Hill, Frank Morris, Daniel McCallum.
Rakousko: Hermann Weiss – Hans Trauttenberg, Jacques Dietrichstein – Herbert Brück, Friedrich Demmer, Karl Kirchberger – Ulrich Lederer, Hans Tatzer, Josef Göbel.
 USA –  Polsko 1:0 (0:0, 1:0, 0:0)
7. února 1931 (11:30) – Krynica (Pierwsze lodowisko)

Branky USA: 23. Charles Ramsey

Branky Polska: nikdo

Rozhodčí: Sándor Minder (HUN)
USA: Edward Frazier – Robert Elliot, Edward Dagnioni – Richard Thayer, Charles Ramsey, Gordon Smith – Lawrence Sanford, Dwight Shefler.
Polsko: Józef Stogowski – Aleksander Kowalski, Tadeusz Adamowski – Włodzimierz Krygier, Roman Sabinski, Kazimierz Sokolowski – Jozef Godlewski, Kazimierz Materski.
 Švédsko -  Československo 1:0 (0:0, 0:0, 1:0)
7. února 1931 (14:30) – Krynica (Pierwsze lodowisko)

Branky Švédska: 41. Gustaf Johansson.

Rozhodčí: André Poplimont (BEL)

Vyloučení: 1:1
Švédsko: Curt Sucksdorff - Carl Abrahamsson, Erik Lindgren – Bertil Linde, Gustaf Johansson, Sigfrid Öberg – Robert Pettersson, Thore Andersson-Dettner, Tage Broberg.
ČSR: Jan Peka - Jaroslav Pušbauer, Wolfgang Dorasil – Jiří Tožička, Josef Maleček, Karel Hromádka – Bohumil Steigenhöfer, Wilhelm Heinz, Tomáš Švihovec.
 Rakousko -  Švédsko 	1:0 (0:0, 1:0, 0:0)
8. února 1931 (10:00) – Krynica (Pierwsze lodowisko)

Branky Rakouska: 20. Ulrich Lederer

Rozhodčí: André Poplimont (BEL)
Rakousko: Hermann Weiss – Josef Göbel, Hans Trauttenberg – Hans Tatzer, Friedrich Demmer, Ulrich Lederer – Karl Kirchberger, Herbert Brück, Walter Sell.
Švédsko: Curt Sucksdorff - Carl Abrahamsson, Erik Lindgren – Bertil Linde, Gustaf Johansson, Sigfrid Öberg – Robert Pettersson, Thore Andersson-Dettner, Emil Bergman.
 Polsko -  Československo 	0:0
8. února 1931 (11:30) – Krynica (Pierwsze lodowisko)

Rozhodčí: André Poplimont (BEL)

Vyloučení: 1:2
Polsko: Józef Stogowski – Aleksander Kowalski, Tadeusz Adamowski – Aleksander Tupalski, Kazimierz Sokolowski, Włodzimierz Krygier – Roman Sabinski, Kazimierz Materski.
ČSR: Jan Peka - Jaroslav Pušbauer, Wolfgang Dorasil – Karel Hromádka, Jiří Tožička, Josef Maleček – Wilhelm Heinz, Josef Král, Bohumil Steigenhöfer.
 Kanada -  USA 2:0 (1:0, 0:0, 1:0)
8. února 1931 (18:00) – Krynica (Pierwsze lodowisko)

Branky a nahrávky Kanady: 8. Blake Watson, 32. Frank Morris (Blake Watson)

Rozhodčí: Paul Loicq (BEL)
Kanada: Art Puttee – Ward McVey, Guy Williamson – Gordon McKenzie, Blake Watson, John Pidcock - George Hill, Frank Morris, Daniel McCallum.
USA: Edward Frazier – Robert Elliot, Edward Dagnioni – Osborn Anderson, Gordon Smith, Charles Ramsey – Richard Thayer, Dwight Shefler, Lawrence Sanford.

### Soutěž útěchy
|     |                | HUN | GBR  | FRA | ROM  | V | R | P | Skóre | B |
| 7.  | Maďarsko       | *** | 3:1  | 1:0 | 9:1  | 3 | 0 | 0 | 13:2  | 6 |
| 8.  | Velká Británie | 1:3 | ***  | 2:1 | 11:0 | 2 | 0 | 1 | 14:4  | 4 |
| 9.  | Francie        | 0:1 | 1:2  | *** | 7:1  | 1 | 0 | 2 | 8:4   | 2 |
| 10. | Rumunsko       | 1:9 | 0:11 | 1:7 | ***  | 0 | 0 | 3 | 2:27  | 0 |

 Maďarsko -  Velká Británie 3:1 (2:1, 1:0, 0:0)
3. února 1931 (11:30) – Krynica (Pierwsze lodowisko)

Branky a nahrávky Maďarska: 14. Sándor Minder (Béla Weiner), 15. Zoltán Jeney (Sándor Minder), 25. Béla Wiener

Branky Velké Británie: John Magwood

Rozhodčí: Lucjan Kulej (POL)
Maďarsko: Ferenc Monostori – Géza Lator, István Bethlen – Zoltán Jeney, Béla Weiner, Sándor Minder – Frigyes Barna, Sándor Miklós, László Blazejovsky
Velká Británie: Herbert Little – Carl Erhardt, John Magwood – Brian Carr-Harris, Frederick Melland, Norman Grace – Hugo Bushell, Henry Parker, Keith Thompson.
 Francie -  Rumunsko 7:1 (3:0, 2:0, 2:1)
4. února 1931 (14:30) – Krynica (Pierwsze lodowisko)

Branky Francie: 1:0 Léonhard Quaglia, 2:0 Léonhard Quaglia, 3:0 Raoul Couvert, 4:0 21. Charles Muntz, 5:0 25. Raoul Couvert, 6:1 Léonhard Quaglia, 7:1 Charles Muntz

Branky Rumunska: 5:1 Alexandru Botez

Rozhodčí: Jaroslav Řezáč (TCH)
Francie: Philippe Lefebvre – André Charlet, Marcial Couvert – Léonhard Quaglia, Gerard Simond, Michel Tournier – Raoul Couvert, Charles Muntz, Auguste Mollard.
Rumunsko: Dumitru Danieleopol – Serban Grant, Dan Bratianu – Nicu Polizu, Constantine Cantacuzino, Alexandru Botez – Petre Grant, Henry Frischlander, Paul Anastasiu.
 Maďarsko -  Rumunsko 	9:1 (4:0, 3:0, 2:1)
5. února 1931 (10:30) – Krynica (Pierwsze lodowisko)

Branky Maďarska: 8. Béla Wiener, 9. Sándor Miklós, 11. Zoltán Jeney, 14. Béla Wiener, 16. István Bethlen, 20. Béla Wiener, 22. Zoltán Jeney, 31. Sándor Minder, 41. László Blazejovsky

Branky Rumunska: 44. Alexandru Botez

Rozhodčí: André Poplimont (BEL)
Maďarsko: Ferenc Monostori – Géza Lator, István Bethlen – Zoltán Jeney, Béla Weiner, Sándor Minder – Frigyes Barna, Sándor Miklós, László Blazejovsky
Rumunsko: Dumitru Danieleopol – Serban Grant, Dan Bratianu – Nicu Polizu, Riri Aslan, Alexandru Botez – Petre Grant, Josef Jeresinsky, Paul Anastasiu.
 Velká Británie -  Francie 2:1 (0:0,1:1,1:0)
5. února 1931 (14:30) – Krynica (Pierwsze lodowisko)

Branky Velké Británie: 39. Brian Carr-Harris, 42. John Magwood

Branky Francie: 24. Raoul-Robert Couvert

Rozhodčí: Waclaw Kuchar (POL)
Velká Británie: Herbert Little – Carl Erhardt, John Magwood – Brian Carr-Harris, Frederick Melland, Norman Grace – Henry Parker, Keith Thompson.
Francie: Philippe Lefebvre – André Charlet, Marcial Couvert – Léonhard Quaglia, Gerard Simond, Michel Tournier – Raoul Couvert, Charles Muntz, Auguste Mollard.
 Velká Británie -  Rumunsko 	11:0 (3:0, 3:0, 5:0)
6. února 1931 (9:00) – Krynica (Pierwsze lodowisko)

Branky Velké Británie: 3x John Magwood, 3x Brian Carr-Harris, 3x Neville Melland, 2x Carl Erhardt

Rozhodčí: Tadeusz Sachs (POL)
Velká Británie: Herbert Little – Carl Erhardt, John Magwood – Brian Carr-Harris, Frederick Melland, Norman Grace – Hugo Bushell, Henry Parker, Keith Thompson.
Rumunsko: Ion Doczi – Serban Grant, Dan Bratianu – Nicu Polizu, Constantine Cantacuzino, Alexandru Botez – Petre Grant, Henry Frischlander, Paul Anastasiu.
 Maďarsko -  Francie 	1:0 (1:0, 0:0, 0:0)
7. února 1931 (18:00) – Krynica (Pierwsze lodowisko)

Branky Maďarska: 45. Sándor Minder

Branky Francie: nikdo

Rozhodčí: Böhm (TCH)
Maďarsko: Ferenc Monostori – Géza Lator, István Bethlen – Zoltán Jeney, Dejan Bikar, Sándor Minder – Frigyes Barna, Sándor Miklós, László Blazejovsky
Francie: Philippe Lefebvre – André Charlet, Marcial Couvert – Léonhard Quaglia, Gerard Simond, Michel Tournier – Charles Muntz, Auguste Mollard.

## Soupisky

### Soupiska Kanady
Kanada (Manitoba Grads)

Brankář: Art Puttee

Obránci: Guy Williamson, Ward McVey

Útočníci: Gordon McKenzie, Blake Watson, George Hill, John Pidcock, Daniel McCallum, Frank Morris, George Garbutt

Trenér (hrající): Blake Watson

### Soupiska USA
USA

Brankář: Edward Frazier.

Obránci: Edward Dagnioni, Robert Elliot

Útočníci: Dwight Shefler, Lawrence Sanford, Osborn Anderson, Charles Ramsey, Gordon Smith, Richard Thayer, Francis Nelson.

Trenér: Walter Brown.

### Soupiska Rakouska
Rakousko

Brankáři: Hermann Weiss, Bruno Kahane.

Obránci: Jacques Dietrichstein, Hans Trauttenberg.

Útočníci: Josef Göbel, Herbert Brück, Friedrich Demmer, Hans Tatzer, Ulrich Lederer, Anton Emhardt, Walter Sell, Karl Kirchberger

Trenér: Hans Weinberger.

### Soupiska Polska
4.  Polsko

Brankáři: Józef Stogowski, Tadeusz Sachs.

Obránci: Aleksander Kowalski, Lucjan Kulej, Kazimierz Sokolowski.

Útočníci: Tadeusz Adamowski, Jozef Godlewski, Jan Hemmerling, Włodzimierz Krygier, Kazimierz Materski, Roman Sabinski, Karol Szenajch, Aleksander Tupalski.

Trenér: Harold Farlow.

### Soupiska Československa
5.  Československo

Brankáři: Jan Peka, Jaroslav Řezáč.

Obránci: Jaroslav Pušbauer, Wolfgang Dorasil, Josef Král.

Útočníci: Jiří Tožička, Josef Maleček, Karel Hromádka, Tomáš Švihovec, Bohumil Steigenhöfer, Zbislav Peters, Wilhelm Heinz.

### Soupiska Švédska
6.  Švédsko

Brankáři: Curt Sucksdorff.

Obránci: Carl Abrahamsson, Erik Lindgren.

Útočníci: Thore Andersson-Dettner, Emil Bergman, Tage Broberg, Gustaf Johansson, Bertil Linde, Robert Pettersson, Emil Rundqvist, Sigfrid Öberg.

Trenér: Viking Harbom.

### Soupiska Maďarska
7.  Maďarsko

Brankáři: Ferenc Monostori, István Benyovits.

Obránci: István Bethlen, Géza Lator.

Útočníci: Sándor Minder, Béla Weiner, Zoltán Jeney, Frigyes Barna, Sándor Miklós, Dejan Bikar, László Blazejovsky.

Trenér: Frigyes Minder.

### Soupiska Velké Británie
8.  Velká Británie

Brankáři: Herbert Little, David Turnbull.

Obránci: Carl Erhardt, John Magwood, Clarence Wedgewood (C).

Útočníci: Brian Carr-Harris, Norman Grace, Frederick Melland, Keith Thompson, Hugo Bushell, Henry Parker, Frank de Marwicz.

### Soupiska Francie
9.  Francie

Brankáři: Philippe Lefebvre, Jacques Morrison.

Obránci: Jacques Lacarrière, Marcial Couvert, André Charlet.

Útočníci: Raoul Couvert, Léonhard Quaglia, Charles Muntz, Albert Hassler (C), Jean-Pierre Hagnauer, Auguste Mollard, Michel Tournier, Gerard Simond.

### Soupiska Rumunska
10.  Rumunsko

Brankáři: Dumitru Danieleopol, Ion Doczi.

Obránci: Serban Grant, Dan Bratianu.

Útočníci: Alexandru Botez, Petre Grant, Riri Aslan, Constantine Cantacuzino (C), Nicu Polizu, Henry Frischlander, Josef Jeresinsky, Paul Anastasiu.

## Konečné pořadí
| 5.  | Mistrovství světa | Z | V | R | P | Skóre | B  |
| --- | ----------------- | - | - | - | - | ----- | -- |
| 1.  | Kanada            | 6 | 5 | 1 | 0 | 24:0  | 11 |
| 2.  | USA               | 6 | 5 | 0 | 1 | 22:3  | 10 |
| 3.  | Rakousko          | 8 | 4 | 0 | 4 | 14:16 | 8  |
| 4.  | Polsko            | 7 | 2 | 1 | 4 | 6:11  | 5  |
| 5.  | ČSR               | 7 | 3 | 1 | 3 | 10:7  | 7  |
| 6.  | Švédsko           | 6 | 2 | 1 | 3 | 4:7   | 5  |
| 7.  | Maďarsko          | 4 | 3 | 0 | 1 | 14:6  | 6  |
| 8.  | Velká Británie    | 4 | 2 | 0 | 2 | 14:5  | 4  |
| 9.  | Francie           | 5 | 1 | 0 | 4 | 9:15  | 2  |
| 10. | Rumunsko          | 5 | 0 | 0 | 5 | 2:49  | 0  |

| 16. | Mistrovství Evropy |
| 1.  | Rakousko           |
| 2.  | Polsko             |
| 3.  | ČSR                |
| 4.  | Švédsko            |
| 5.  | Maďarsko           |
| 6.  | Velká Británie     |
| 7.  | Francie            |
| 8.  | Rumunsko           |